# Kareng
Kareng è un villaggio del Botswana situato nel distretto Nordoccidentale, sottodistretto di Ngamiland East. Il villaggio, secondo il censimento del 2011, conta 1.259 abitanti.

## Località
Nel territorio del villaggio sono presenti le seguenti 37 località:
- Boesi di 1 abitante,
- Bomoxwa,
- Botshelo di 2 abitanti,
- Game di 1 abitante,
- Hitato di 5 abitanti,
- Kaokemo di 10 abitanti,
- Kouwe di 27 abitanti,
- Lekurwane di 2 abitanti,
- Maego di 40 abitanti,
- Makgabaganyane di 12 abitanti,
- Malalakgakana di 8 abitanti,
- Masongwana,
- Mathamagana di 19 abitanti,
- Mmaetsho di 6 abitanti,
- Mogorogorowatau di 15 abitanti,
- Mogowagowe di 60 abitanti,
- Mokgalo di 37 abitanti,
- Moshu di 68 abitanti,
- Motlopi di 116 abitanti,
- Nametsapelo di 2 abitanti,
- Ntshapelo di 11 abitanti,
- Pelotshwaana di 12 abitanti,
- Phuthologo di 5 abitanti,
- Rombale di 9 abitanti,
- Segolame di 22 abitanti,
- Semphete di 6 abitanti,
- Shewaronga di 25 abitanti,
- Shirobazo di 6 abitanti,
- Tjivaneno di 52 abitanti,
- Tlhalogane,
- Tshenolo di 5 abitanti,
- Tshimologo di 4 abitanti,
- Tsogaboroko di 4 abitanti,
- Tsoronyatli,
- Xabaxwa di 40 abitanti,
- Xharaxhe di 7 abitanti,
- Xhatsitso di 55 abitanti